# سنگ‌چشم‌تنه‌ها
سنگ‌چشم‌تنه‌ها (نام علمی: Laniisoma) یک سرده از پرندگان گنجشک‌سان از خانواده مرغان کدر است.
این سرده دو گونه دارد.
| تصویر | نام علمی           | نام رایج         | پراکنش                                 |
| ----- | ------------------ | ---------------- | -------------------------------------- |
|       | Laniisoma elegans  | سنگ‌چشم‌تنه برزیلی | برزیل                                  |
|       | Laniisoma buckleyi | سنگ‌چشم‌تنه آندی   | ونزوئلا، کلمبیا، اکوادور، پرو و بولیوی |